# Đorđije Ćetković
Đorđije Ćetković (serb.-kyrill.: Ђорђије Ћетковић; * 3. Januar 1983 in Titograd, SFR Jugoslawien, auch Djordjije Cetkovic geschrieben) ist ein ehemaliger montenegrinischer Fußballspieler.

## Karriere

### Verein
Der 1,79 m große Mittelfeldspieler spielte zunächst in seiner Heimat für die Vereine Crvena Stijena Podgorica, FK Budućnost Podgorica, FK Čukarički und FK Voždovac. Er gab mit 16 Jahren, und damit als bis dahin jüngster Spieler, sein Debüt in der höchsten serbischen Liga. Der Neffe des 86-fachen jugoslawischen und serbisch-montenegrinischen Nationalspielers Predrag Mijatović spielt vorrangig im offensiven Mittelfeld. In der Hinrunde der Saison 2005/06 lief Đorđije Ćetković 16-mal für Vozdovac Belgrad in der höchsten serbischen Liga auf und erzielte dabei ein Tor.
In der Winterpause der Saison 2005/06 wechselte er nach Deutschland zum F.C. Hansa Rostock in die 2. Bundesliga und bestritt am 22. Januar 2006 sein erstes Spiel für die Hanseaten. In der Saison 2006/07 wurde er häufiger eingesetzt, jetzt meist als Stürmer, und erzielte während der Saison sieben Tore. Beim entscheidenden Aufstiegsspiel am letzten Spieltag gegen die SpVgg Unterhaching erzielte er das zwischenzeitliche 2:0 beim 3:1-Sieg. Dadurch stieg Hansa nach zwei Jahren 2. Bundesliga wieder in die Bundesliga auf.
In der Bundesliga-Saison 2007/08 absolvierte Ćetković 13 Partien, erzielte dabei ein Tor und stieg mit Rostock als Tabellen-Vorletzter wieder in die 2. Bundesliga ab. Nachdem Rostock während der Hinrunde der Spielzeit 2008/09 erneut in Abstiegsgefahr geraten war, wurde Ćetković zur Winterpause als einer von vier Spielern aus dem Kader der Ostseestädter gestrichen. Anfang 2009 wechselte er daraufhin zum Ligakonkurrenten VfL Osnabrück, bei dem er einen Vertrag bis zum 30. Juni 2010 erhielt. Am 12. April 2009 wurde er auch beim VfL Osnabrück aufgrund von Differenzen mit Trainer Claus-Dieter Wollitz ausgemustert und wechselte zurück nach Podgorica. Im Januar 2010 verließ er Montenegro erneut, um sich dem israelischen Erstligisten Bnei Sachnin anzuschließen. Im Sommer 2010 wechselte Ćetković dann zum ungarischen Erstligisten Győri ETO FC.
Zur Rückrunde der Saison 2013/14 wechselte er zum türkischen Zweitligisten Kahramanmaraşspor. Seine aktive Spielerkarriere beendete er 2016 schließlich beim montenegrinischen FK Jedinstvo Bijelo Polje.

### Nationalmannschaft
Ćetković spielte dreimal für die Nationalmannschaft Montenegros. Der Einladung zum Premierenspiel Montenegros, welche am 26. Januar 2007 als vollwertiges UEFA-Mitglied- aber erst am 31. Mai 2007 als FIFA-Mitglied- aufgenommen wurde, gegen die Auswahl Ungarns, erteilte er aufgrund des zuvor verstorbenen Vaters eine Absage.

### Trainer
Ab 2021 war er als Jugendtrainer beim FK Partizan Belgrad tätig und rückte 2024 zum Co-Trainer der ersten Mannschaft auf.